# Distretto di Çiftlik
Il distretto di Çiftlik (in turco Çiftlik ilçesi) è uno dei distretti della provincia di Niğde, in Turchia.